# Remo Venturi

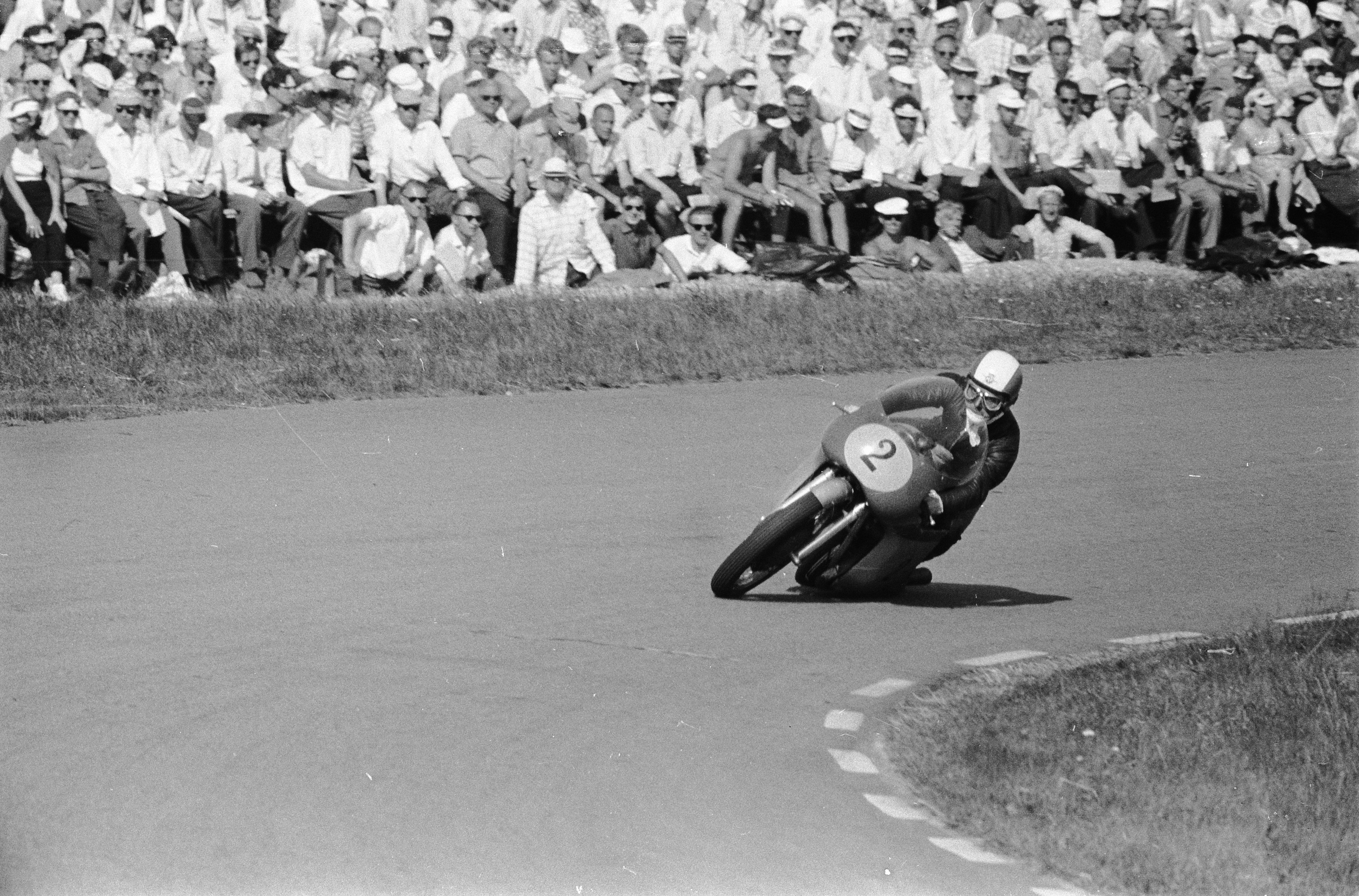
Remo Venturi, der Sieger der TT Assen (NED) am 26. Juni 1960, auf seiner MV Agusta 500 Quattro Catena

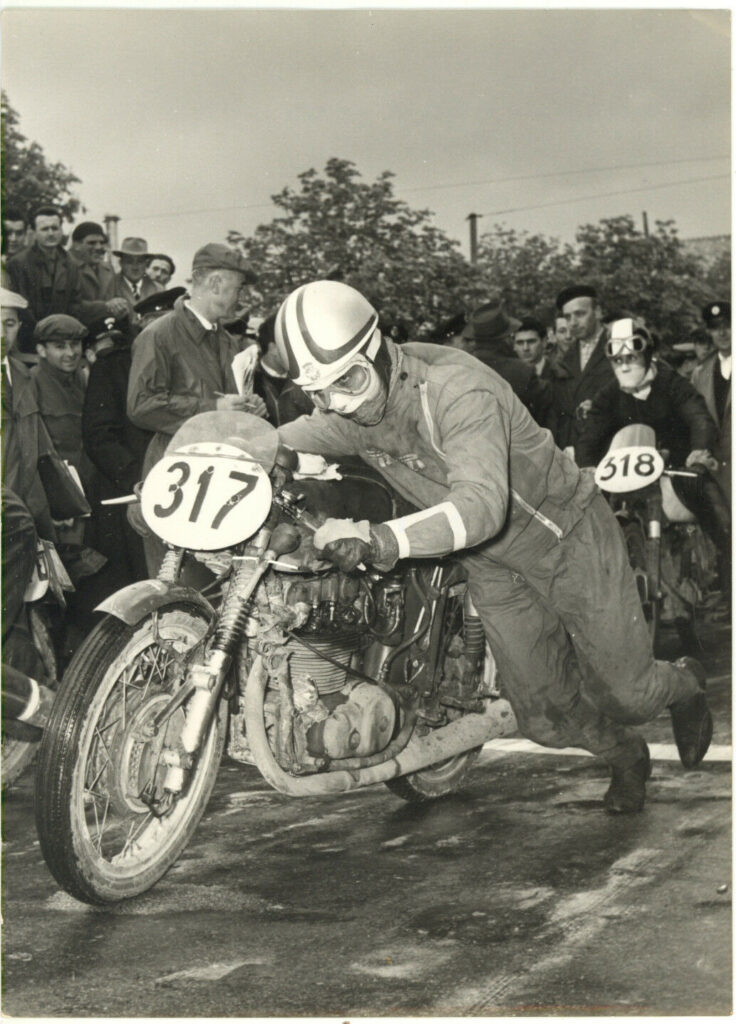
Remo Venturi mit einer MV Agusta Bialbero beim Motogiro d’Italia (1955)

Venturi Remo (Unterschrift auf einer Autogrammkarte)

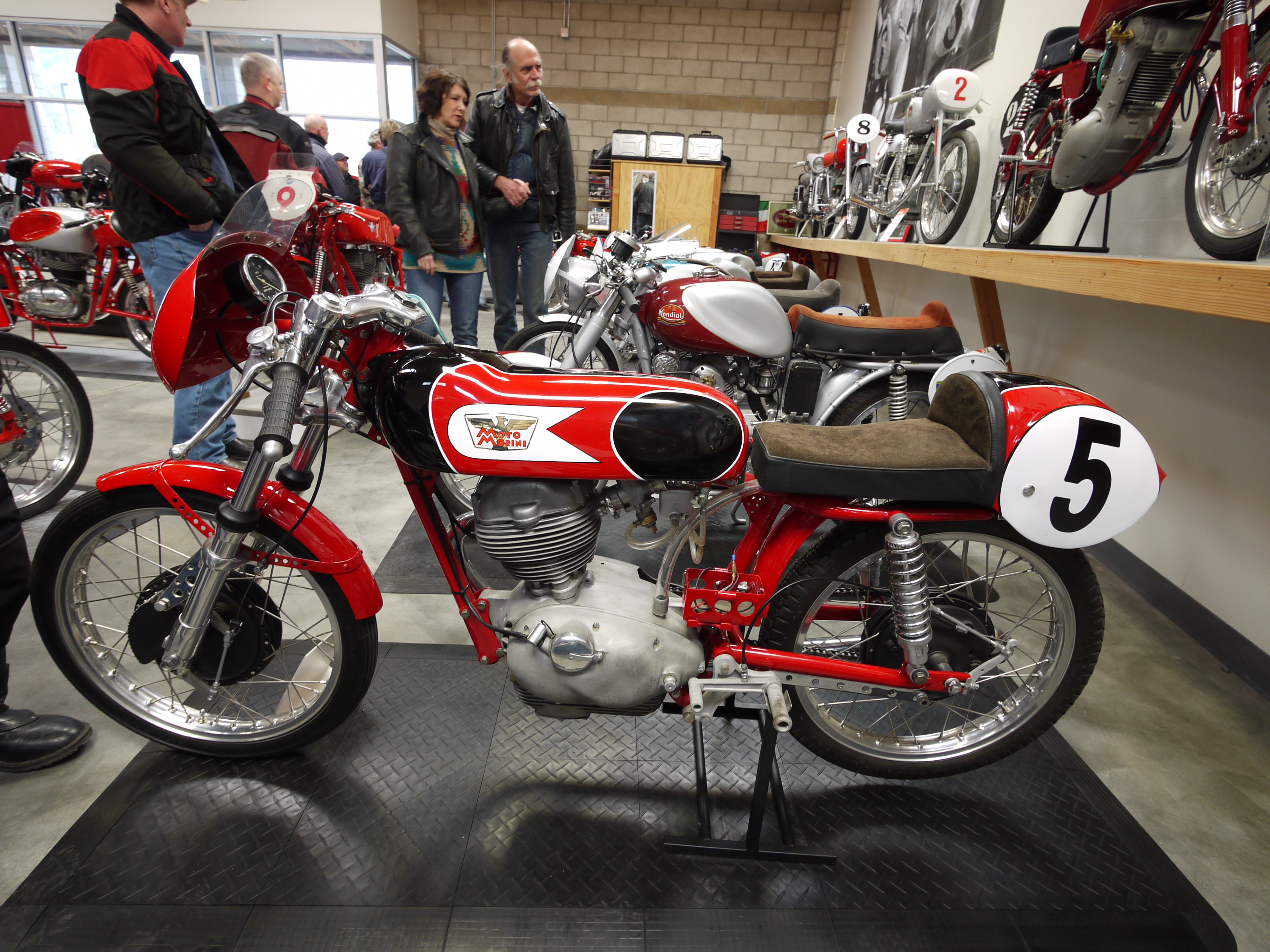
Auf einer Moto Morini 175 Settebello Aste Corte erzielte Venturi seine ersten Siege (hier eine spätere Version von 1961)

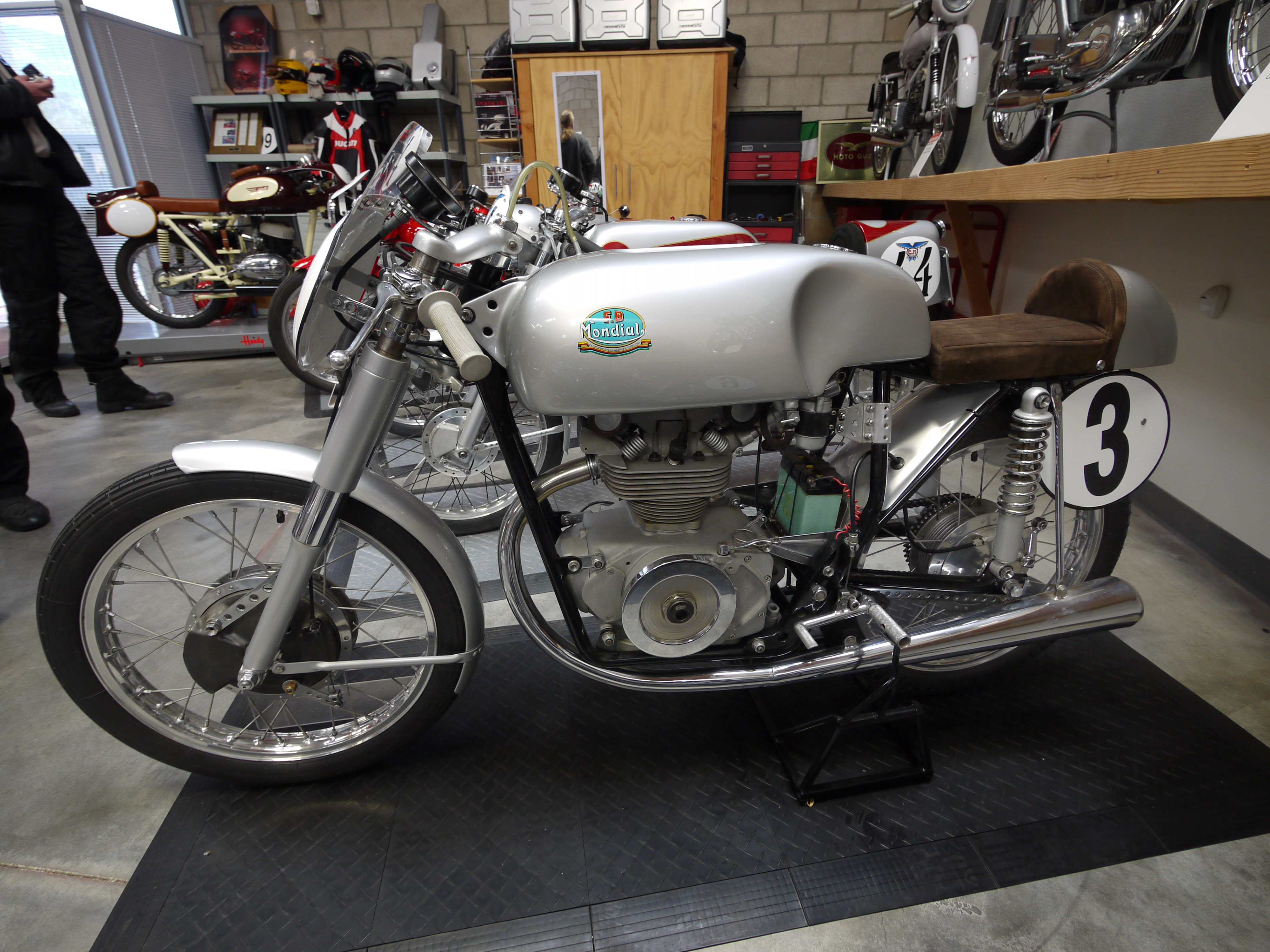
Eine F.B Mondial 175 Bialbero (hier eine spätere Version von 1956)

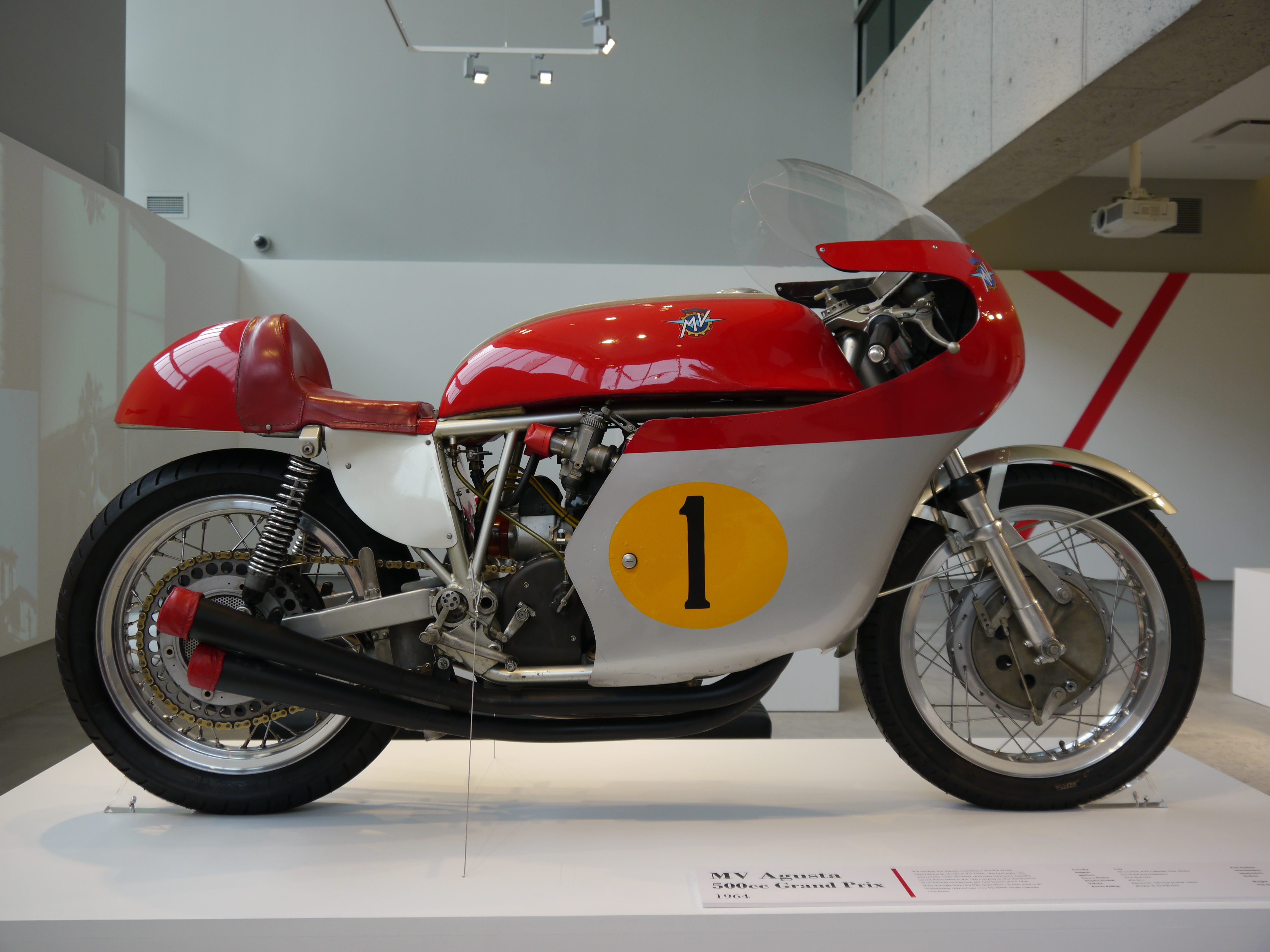
Die 500er MV Quattro Catena die von 1952 bis 1966 eingesetzt wurde

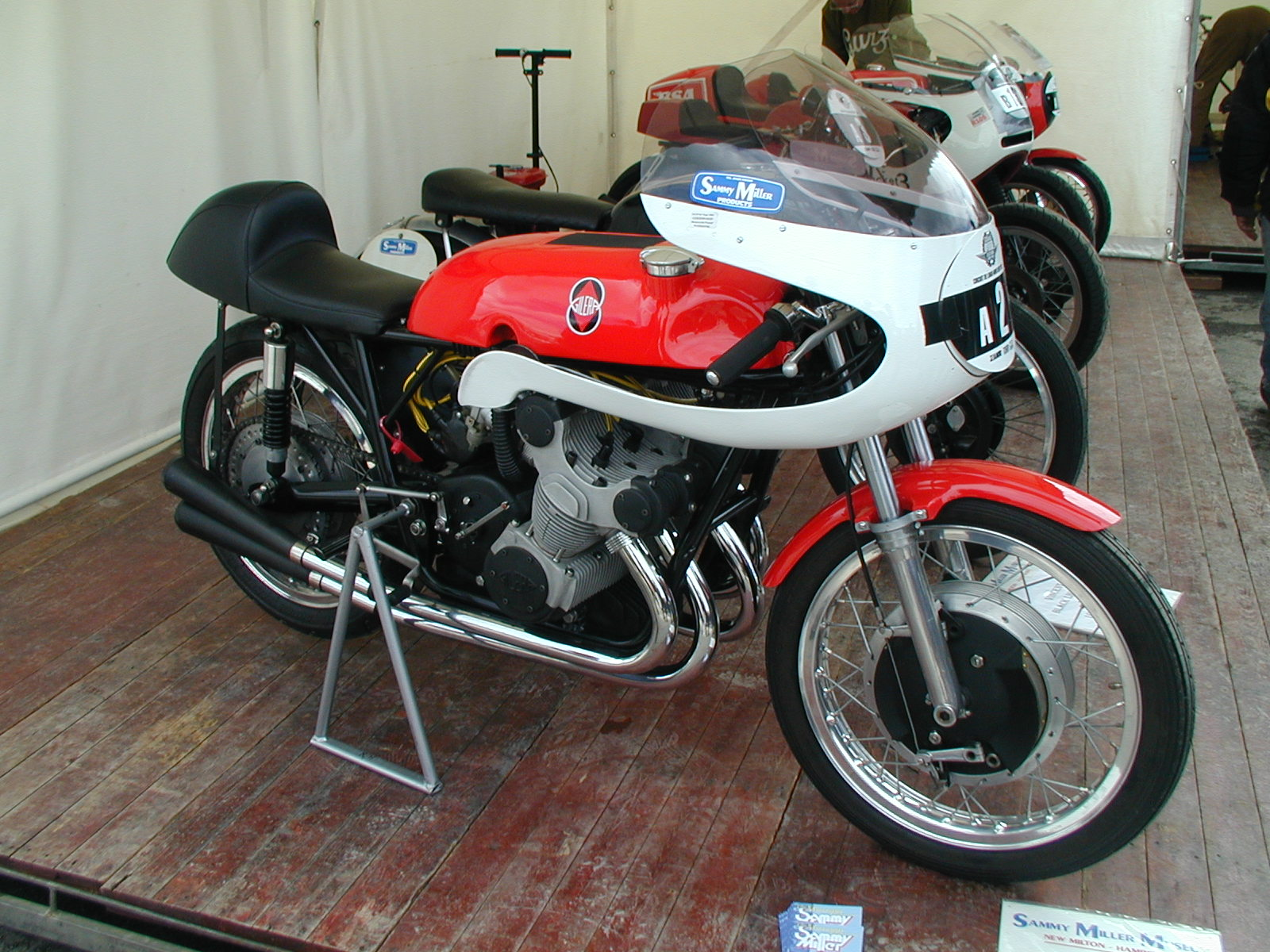
Die 500er Gilera 4C war 1966 nicht mehr konkurrenzfähig

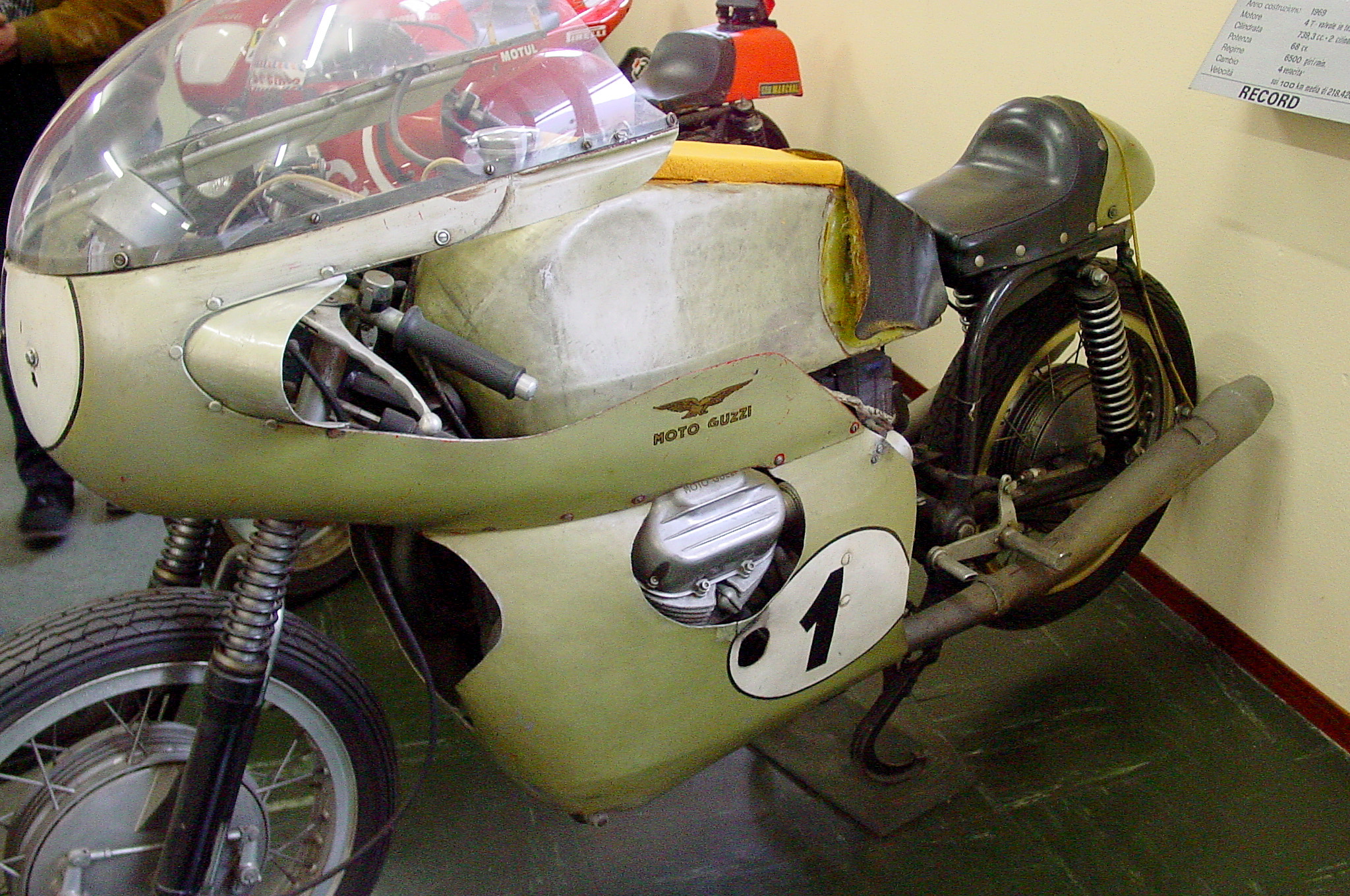
Der Moto Guzzi V7 Prototyp, mit dem 19 Weltrekorde aufgestellt wurden (1969)

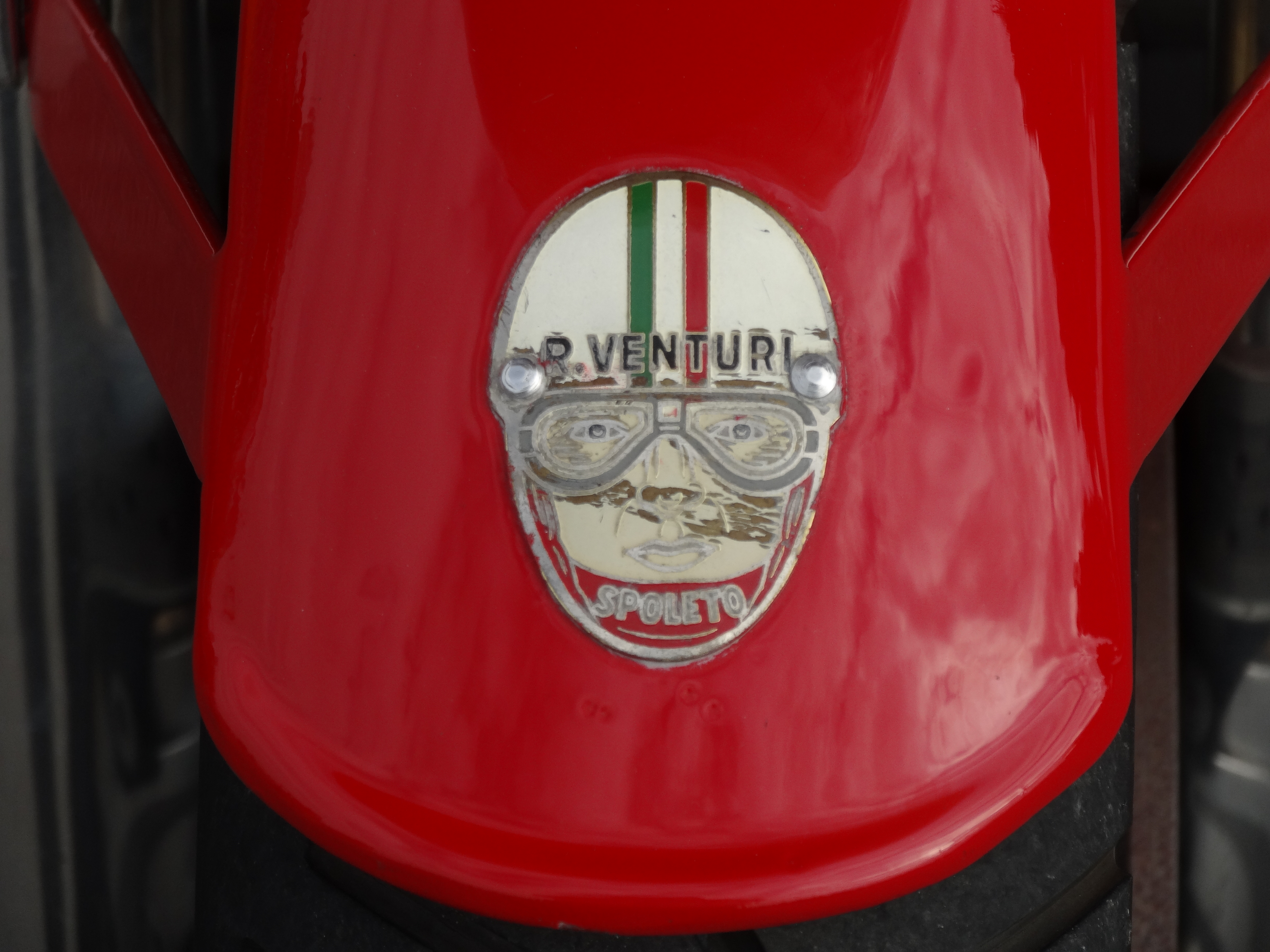
Ehrenplakette für den aus Spoleto stammenden Motorradrennfahrer (auf einer MV 125 Bi, wie er sie in seinem ersten Jahr bei Reparto Corse fuhr)

Remo Venturi (* 21. April 1927 in Spoleto) ist ein ehemaliger italienischer Motorradrennfahrer.
In seiner aktiven Zeit von 1951 bis 1966 trat er für fast alle großen italienischen Marken in verschiedenen Serien an. Seine größten Erfolge feierte er in den Jahren 1959 und 1960, als er für das Werksteam Reparto Corse des italienischen Fahrzeugherstellers MV Agusta bei der Motorrad-Weltmeisterschaft antrat, und hinter seinem Teamkollegen John Surtees jeweils Vizeweltmeister in der 500-cm³-Klasse wurde.

## Jugend und Anfänge
Remo Venturi wuchs in der umbrischen Kleinstadt Spoleto als drittes von fünf Kindern in bescheidenen Verhältnissen auf. Mit sechzehn begann er, wie auch sein älterer Bruder Sante, im nahegelegenen Braunkohlebergbau zu arbeiten, um zum Familienunterhalt beizutragen. Seine ersten Wettkampferfahrungen sammelte er 1945 bei Rollschuhrennen. Später, in den Jahren 1947 und 1948, trat er für den Velo Club Spoleto bei Radrennen an. Von 1948 bis 1949 leistete er seinen Wehrdienst und betrieb nach seiner Entlassung zusammen mit seinem Bruder Sante eine kleine Werkstatt in Spoleto, zu der auch eine DKW RT 125 gehörte, die unter der Woche an Kunden vermietet wurde. Für die Wochenenden wurde die Maschine mit einem neuen Zylinder, Zylinderkopf und Rennvergaser ausgestattet, um damit bei nationalen Straßenrennen in Amateurkategorien (Categoria tre) anzutreten.
Trotz großem Einsatz und beherzter Fahrweise gelangen – auch aufgrund des unterlegenen Materials – in der Saison 1950 keine nennenswerten Resultate. Das Talent des jungen Venturi wurde aber bei Severi e' Margutti, einem Motorradhändler aus Perugia registriert, der durch finanzielles Entgegenkommen den Kauf einer 125 cm Moto Morini ermöglichte. Später stieg Venturi auf eine Moto Morini Settebello 175 um, mit der er 1951 seine ersten Siege erzielte.
Ab 1952 fuhr er seine Rennen auf Motorrädern der Marke F.B Mondial, zuerst mit 125 cm³ Hubraum, später mit 175 cm³. Seinen ersten bedeutenden Erfolg feierte er 1954, als er mit einer FB Mondial 175 den Sieg beim Langstreckenrennen Milano–Taranto errang.

## Motorrad-Weltmeisterschaft (1955 bis 1965)

### MV Agusta (1955–1962)
1955, in seinem ersten Jahr als Werksfahrer bei MV Agusta Reparto Corse trat Remo Venturi mit einer MV Agusta 125 Bialbero in der 125er-Klasse der Weltmeisterschaft an, allerdings erst im vierten Rennen, dem Großen Preis von Deutschland auf dem Nürburgring. Der Weltmeistertitel war für das MV Agusta-Team bereits gesichert: Carlo Ubbiali hatte schon zwei Rennen und Luigi Taveri eines gewonnen. Venturi wurde Dritter in Deutschland, Zweiter bei der Dutch TT in Assen, genau wie bei seinem Heimrennen, dem Grand Prix der Nationen in Monza. Im Endklassement der 125er-WM belegte er hinter Ubbiali und Taveri den dritten Platz.
1956 startete MV Agusta einen Angriff auf die Dominanz der NSU Sportmax, mit der H. P. Müller 1955 die 250er-Klasse gewonnen hatte. Auch hier waren Ubbiali und Taveri als Topfahrer gesetzt, und Venturi startete – relativ auf sich alleine gestellt – mit der MV 250 Monocilindrica Bialbero auf der Solitude in Deutschland und beim Grand Prix der Nationen. Er belegte in beiden Rennen den dritten Platz und schloss die Saison als Sechster ab.
1957 war wieder eine Saison, in der Venturi nur wenige Einsätze in der Weltmeisterschaft hatte: er startete beim 125er-Rennen des Ulster Grand Prix, wo er Dritter wurde. In Monza, beim Großen Preis der Nationen wurde er bei den 125ern Fünfter, sowie in der 250er-Klasse Zweiter. In der Jahres-Endabrechnung belegte er den siebten Platz in der 125er-Klasse und den zehnten Platz in der 250er-Klasse. In diesem Jahr wurde MV Agusta in beiden Klassen von F.B Mondial deklassiert. In der italienischen Motorrad-Straßenmeisterschaft (ital.: Campionato Italiano Velocità) gewann er mit einer MV Agusta Corse 175 das Rennen in Monza und den Motogiro d’Italia.
1958 trat Venturi für MV Reparto Corse auch in der „Königsklasse“ an. Mit der MV Agusta Corse 500 Quattro Catena startete er in Monza, wo er auf Anhieb Zweiter wurde. Dieser einzige Auftritt reichte immerhin für den neunten Platz in der Weltmeisterschaft, den er sich aber mit zwei anderen Fahrern teilen musste.
1959 hatten die Entscheidungsträger bei MV Agusta offenbar entschieden, dass Remo Venturi seine Qualitäten ausreichend unter Beweis gestellt hatte. Schließlich stand er bei fast allen Grands Prix, an denen er teilnahm auf dem Podium. In der 500er-Klasse wurde der bisherige zweite Stammfahrer John Hartle durch Venturi ersetzt, – außer bei der Isle of Man TT und dem Ulster Grand Prix, wo der Brite über bessere Streckenkenntnisse verfügte. In der 350er-Klasse blieb Hartle Stammfahrer, außer in Monza, wo Venturi sein Heimrennen in beiden Klassen bestreiten durfte. John Surtees war in beiden Klassen der unangefochtene Top-Fahrer – zu Recht, denn er gewann sowohl bei den 500ern, als auch bei den 350ern alle Rennen. Dies lag auch daran, dass die – bis dahin starken – italienischen Teams von F.B Mondial, Gilera und Moto Guzzi Ende 1957 ihren Rückzug aus der Motorrad-WM bekannt gegeben hatten. Mit Ausnahme des Großen Preises von Belgien stand Venturi in allen Wettbewerben auf dem Podium. Am Saisonende war er Vizeweltmeister in der 500er-Klasse und Sechster bei den 350ern. Außerdem wurde er italienischer 500er-Meister.
1960 wurde Venturi in der 350-cm³-Kategorie durch Hartle, sowie Neuzugang Gary Hocking ersetzt, und startete nur noch bei den 500ern. In den fünf Rennen, bei denen er antrat, wurde er dreimal Zweiter, schied einmal in Monza aus, und errang bei der TT in Assen seinen einzigen Sieg in einem Weltmeisterschaftslauf, nachdem Surtees ausgeschieden war. In der Gesamtwertung 1960 wurde er erneut Zweiter, und im Campionato Italiano Velocità wieder 500er-Meister.
Nachdem Venturi 1961 überhaupt nicht bei der Motorrad-WM angetreten war, erschien er in der Saison 1962 nur bei einem einzigen Rennen: als „Privatfahrer“ startete er mit seiner eigenen MV 500 4C beim Grand Prix der Nationen in Monza, wo er Zweiter wurde. MV Agusta hatte inzwischen Mike Hailwood engagiert und bestritt die Saison tatsächlich ohne einen „festen“ zweiten Fahrer. Nur Gary Hocking startete auf der Isle of Man neben Hailwood bei den 500ern (und siegte), beendete aber danach abrupt seine Karriere, da sein Freund Tom Phillis bei diesem Rennen tödlich verunglückte. Venturi wurde aber nicht als Ersatzfahrer verpflichtet. Bei der Weltmeisterschaft 1962 belegte er den dreizehnten Platz, wurde aber zum dritten Mal italienischer Meister.

### Bianchi (1963–1964)
1963 war Remo Venturi der einzige Werksfahrer für den italienischen Motorradhersteller Bianchi. Er fuhr nur wenige Rennen mit den 350ern und startete einmal mit der neuentwickelten 500er. In der 350-cm³-Klasse gelang ihm am Hockenheimring ein zweiter Platz und mit der 500er schied er in Monza aus. Damit belegte er bei der Weltmeisterschaft 1963 den sechsten Platz in der 350er-Klasse.
1964 wurde die 500-cm³-Bianchi bereits öfters eingesetzt. Venturi belegte mit ihr in Assen den zweiten Platz, konnte am Solitudering nicht starten und erreichte in Monza den zehnten Platz. In der 350er-Kategorie wurde er bei der TT in Assen Dritter und schied in Monza nach der schnellsten Rennrunde aus. Bei der Weltmeisterschaft 1964 belegte er sowohl in der 350er-Klasse als auch in der 500er-Klasse den achten Platz. Doch das Unternehmen befand sich damals bereits in ernsten Schwierigkeiten und konnte die Rennabteilung nicht mit den nötigen finanziellen Mitteln ausstatten. Ende 1964 wurden die Bianchi-Werke aufgelöst.

### Benelli (1965)
1965 trat Remo Venturi für Benelli an. Die 250-cm³-Vierzylinder-Maschine hatte aber in dieser Saison nur sporadische Einsätze mit Venturi und Tarquinio Provini. Venturi startete alleine in Monza, wo er Dritter wurde. Provini wurde Vierter auf der Isle of Man und siegte in Monza. Remo Venturi belegte in seiner letzten Saison 1965 den sechzehnten Platz in der Weltmeisterschaft der 250er-Klasse.

## Weitere Aktivitäten (1966 bis 1969)

### Gilera (1966)
Obwohl er seine Karriere eigentlich bereits beendet hatte, wurde er in der Saison 1966 von Gilera gebeten, die Gilera 500 Vierzylinder beim 44. Grand Prix der Nationen in Monza einzusetzen. Die Maschine hatte jedoch keine Chance. Tatsächlich stammte das Modell aus dem Jahr 1957, als sich Gilera aus dem Rennsport zurückgezogen hatte. Geoff Duke hatte 1963 seinen privaten Rennstall (Scuderia Duke) gegründet und das Gilera-Material übernommen. Die 500er Gilera erwies sich in den Händen von Gary Hocking auch immer noch als schnell genug, um den MV Agusta 500 4C Paroli bieten zu können. Allerdings war die Situation jetzt eine andere: Das Auftauchen der Honda RC181 hatte MV Agusta gezwungen, die neue MV Agusta 500 Tre zu entwickeln. Gegen diese beiden Maschinen war die neun Jahre alte Gilera nicht mehr konkurrenzfähig. Die Trainingszeiten waren so enttäuschend, dass Gilera die Maschine vor dem Rennen zurückzog.

### Moto Guzzi (1969)
Remo Venturi bildete zusammen mit den Fahrern Silvano Bertarelli, Vittorio Brambilla, Guido Mandracci, Alberto Pagani, Roberto Patrignani, Angelo Tenconi und Franco Trabalzini das Team, das mit einem, von Lino Tonti entwickelten, experimentellen Prototypen auf Basis der Moto Guzzi V7 insgesamt 19 Weltrekorde aufstellte. Unter anderem wurden neue Weltrekorde für die 750- und 1000-cm³-Klasse über die Distanz von 100- und 1000 km aufgestellt, mit Durchschnittsgeschwindigkeiten von 218,426 bzw. 205,932 km/h.

## Einordnung
„Remo Venturi ist einer der Fahrer, deren Laufbahn von der Tatsache überschattet wird, dass es im Team einen absoluten Spitzenmann gibt, der alle Ressourcen auf sich vereinigt“.
Mitte der 1950er bis Mitte der 1960er Jahre, galt Venturi als „alter Fahrer“ (im Sinne von „erfahren“) wegen seiner „technischen, kalibrierten und klugen Art, auf der Rennstrecke zu agieren“, – und auch außerhalb aufgrund seiner aktiven, aber unparteiischen Art, sich mit den Dingen auseinanderzusetzen.
„Er war wegen seines hohen Könnens in den verschiedensten Klassen – und bei unterschiedlichsten Bedingungen – ein gesuchter Fahrer“.
Über seine persönliche Situation sagte der ca. 165 cm große Venturi in einem Interview: „Bei MV war das Motorrad (die Corse 500 4C) genau so, wie Surtees es wollte, und ich musste das akzeptieren. Um es klarzustellen: eine tolle Maschine, aber in jeder Hinsicht «ein übergroßer Anzug» für mich: Um mir einen Tank zu geben, wie ich ihn mir gewünscht hatte und der zu mir passte, musste ich zwei Jahre warten. Meine Maschine war mir immer zu hoch im Sattel, zu tief am Lenker, die Fußrasten zu weit vorne. Kurz gesagt, ich musste meine Fahrposition an die Maschine anpassen, nicht die Maschine, so wie ich sie brauchte. Erst bei Bianchi bekam ich dieses Juwel eines Zweizylindermotors geschenkt, das in jeder Hinsicht wirklich für mich gemacht war. Aber es war zu spät, Bianchi wollte gerade den Laden schließen und sich vom Rennsport verabschieden“.

## Resultate in der Motorrad-Weltmeisterschaft
| Platz  | 1 | 2 | 3 | 4 | 5 | 6 |
| Punkte | 8 | 6 | 4 | 3 | 2 | 1 |

(in Rennen die kursiv gesetzt sind, wurde die schnellste Runde erzielt)
| Jahr | Klasse  | Team      | 1     | 2     | 3     | 4     | 5     | 6     | 7     | 8     | 9     | 10    | 11    | 12    | 13    | Punkte | Rang | Siege |
| ---- | ------- | --------- | ----- | ----- | ----- | ----- | ----- | ----- | ----- | ----- | ----- | ----- | ----- | ----- | ----- | ------ | ---- | ----- |
| 1955 | 125 cm³ | MV Agusta | ESP – | FRA – | IOM – | GER 3 | NED 2 | NAT 2 |       |       |       |       |       |       |       | 16     | 3.   | 0     |
| 1956 | 250 cm³ | MV Agusta | IOM – | NED – | BEL – | GER 3 | ULS – | NAT 3 |       |       |       |       |       |       |       | 8      | 6.   | 0     |
| 1957 | 125 cm³ | MV Agusta | GER – | IOM – | NED – | BEL – | ULS 3 | NAT 5 |       |       |       |       |       |       |       | 6      | 7.   | 0     |
| 1957 | 250 cm³ | MV Agusta | GER – | IOM – | NED – | BEL – | ULS – | NAT 2 |       |       |       |       |       |       |       | 6      | 10.  | 0     |
| 1958 | 500 cm³ | MV Agusta | IOM – | NED – | BEL – | GER – | SWE – | ULS – | NAT 2 |       |       |       |       |       |       | 6      | 9.   | 0     |
| 1959 | 350 cm³ | MV Agusta | FRA – | IOM – | GER – | NED – | BEL – | SWE – | ULS – | NAT 2 |       |       |       |       |       | 6      | 6.   | 0     |
| 1959 | 500 cm³ | MV Agusta | FRA 2 | IOM – | GER 2 | NED 3 | BEL 5 |       | ULS – | NAT 2 |       |       |       |       |       | 22     | 2.   | 0     |
| 1960 | 500 cm³ | MV Agusta | FRA 2 | IOM – | NED 1 | BEL 2 | GER 2 | ULS – | NAT – |       |       |       |       |       |       | 26     | 2.   | 1     |
| 1962 | 500 cm³ | MV Agusta | IOM – | NED – | BEL – | ULS – | DDR – | NAT 2 | FIN – | ARG – |       |       |       |       |       | 6      | 10.  | 0     |
| 1963 | 350 cm³ | Bianchi   | GER 2 | IOM – | NED – |       | ULS – | DDR – | FIN – | NAT – |       |       |       |       |       | 6      | 6.   | 0     |
| 1964 | 350 cm³ | Bianchi   |       | IOM – | NED 3 |       | GER – | DDR – | ULS – | FIN – | NAT – | JPN – |       |       |       | 46     | 8.   | 0     |
| 1964 | 500 cm³ | Bianchi   | USA – | IOM – | NED 2 | BEL – | GER – | DDR – | ULS – | FIN – | NAT – |       |       |       |       | 6      | 8.   | 0     |
| 1965 | 250 cm³ | Benelli   | USA – | GER – | ESP – | FRA – | IOM – | NED – | BEL – | DDR – | CZE – | ULS – | FIN – | NAT 3 | JPN – | 4      | 16.  | 0     |

## Übersicht: Erfolge und Ehrungen
- 2 × 500-cm³-Vizeweltmeister (1959 und 1960 mit MV Agusta)
- 23 × auf dem Podest bei Grand-Prix-Rennen
- 5 × Italienischer Meister (4 × in der 500-cm³-Klasse)
- Verdienstorden der Italienischen Republik (1961)
- Caltex-Preis (1962)

Quelle: